# سیارک ۱۵۲۶۲
سیارک ۱۵۲۶۲ (به انگلیسی: 15262 Abderhalden، نامگذاری:1990TG4) پانزده هزار و دویست و شصت و دومین سیارک کشف شده‌است که در ۱۲ اکتبر ۱۹۹۰ کشف شد.
قدر مطلق سیارک برابر ۱۳٫۲۰ است.